# Mario Massa (Schwimmer)
Luigi Paolo Mario Massa (* 29. Mai 1892 in Nervi; † 16. Februar 1956 in Genua) war ein italienischer Schwimmer.

## Karriere
Massa war bereits in Jugendzeiten bei italienischen Meisterschaften aktiv. 1908 nahm er an den Olympischen Spielen in London teil. Im Wettbewerb über 400 m Freistil scheiterte er als Dritter seines Vorlaufes. Über 1500 m Freistil war der Schwimmer ebenfalls gemeldet, trat aber nicht an. Bei den nachfolgenden Spielen in Stockholm war er erneut dabei. Hier erreichte er über 400 m und 1500 m Freistil das Ziel in seinem Vorlauf nicht, über 100 m Freistil qualifizierte er sich für das Halbfinale. Für die Disziplinen 100 m Rücken, 200 m Brust und 400 m Brust war er gemeldet, trat aber nicht an. 1914 immigrierte der Sportler nach Argentinien, kehrte jedoch bereits 1917 zurück. 1920 war er ein drittes Mal Teilnehmer an Olympischen Spielen. In Antwerpen scheiterte er über 100 m Freistil im Vorlauf, mit der italienischen Staffel über 4 × 200 m Freistil erreichte er den fünften Rang.
Auf nationaler Ebene gewann der Schwimmer zwischen 1907 und 1921 32 individuelle und neun Staffeltitel.